# 原学
原 学（はら まなぶ、1982年1月19日 - ）は、日本のプロレスラー。本名：佐藤 学（さとう まなぶ）。

## 経歴
- 2001年、格闘探偵団バトラーツのアマチュアジム「B-CLUB」からバトラーツに入門。
- 2002年6月9日、バトラーツ後楽園ホール大会で原学として対松井大二郎戦でデビュー。
- 2006年3月13日、ビッグマウス・ラウドに移籍。
- 2009年1月25日、フーテン・プロモーションラゾーナ川崎プラザソル大会に参戦した際、フーテン代表の池田大輔にリングネームをスルガマナブに改名させられる。
- 3月1日、フーテンに移籍。
- 2013年7月3日、フーテンを退団してリングネームを原学に戻した。

## 戦績
| 総合格闘技 戦績 | 総合格闘技 戦績 | 総合格闘技 戦績 | 総合格闘技 戦績 | 総合格闘技 戦績 | 総合格闘技 戦績 | 総合格闘技 戦績 |
| --------------- | --------------- | --------------- | --------------- | --------------- | --------------- | --------------- |
| 4 試合          | (T)KO           | 一本            | 判定            | その他          | 引き分け        | 無効試合        |
| 2 勝            | 2               | 0               | 0               | 0               | 1               | 0               |
| 1 敗            | 0               | 1               | 0               | 0               | 1               | 0               |

| 勝敗 | 対戦相手 | 試合結果                   | 大会名                               | 開催年月日    |
| ○    | 吉川祐太 | 2R 3:02 TKO                | DEEP GLOVE                           | 2007年7月26日 |
| ×    | 池本誠知 | 1R 1:15 腕ひしぎ逆十字固め | REDZONE.10                           | 2005年2月13日 |
| ○    | KAZE     | 1R 2:40 TKO                | DEEP2001 7th IMPACT in DIFFER ARIAKE | 2002年12月8日 |
| △    | 今村洋   | 5分3R終了 ドロー           | Kushima's Fight 2                    | 2002年7月23日 |

## 得意技
腕ひしぎ逆十字固め
恭極
バズソーキック
仰向けになった相手の上半身を起こして相手の左側頭部を振り抜いた右足の甲で蹴り飛ばす。
各種キック

## 入場曲
- クロスロード（smorgas）

## タイトル歴
- U-STYLE無差別級王座